# Горна Кабда
Село Горна Кабда се налази у општини Трговиште у Бугарској. Према подацима од 21.07.2005. године има 89 становника.